# Idia Aisien
Idia Aisien (Estado de Lagos, 4 de julio de 1991) es una modelo, actriz y presentadora de televisión nigeriana.

## Biografía
De ascendencia nigeriana y camerunesa, Aisien nació el 4 de julio de 1991 en Lagos, hija del empresario Joe Aisien y de la joyera Emmanuella Aisien.
En su adolescencia asistió al Atlantic Hall High School, en Lagos. Después se trasladó a los Estados Unidos de América, donde se licenció en periodismo en la Universidad Americana de Washington, y cursó una maestría en relaciones públicas internacionales y comunicación corporativa global en la Universidad de Nueva York.

## Carrera
Aisien ha trabajado con compañías como Fox 5 News, la Fundación AARP, Discovery Communications, la Foreign Policy Initiative, las Naciones Unidas y Atlas Mara Limited. Ha sido modelo para marcas como BMW, Vogue, LAN Airlines, Black Opal, Nivea, Alice + Olivia, J Brand, Cashhimi, Samantha Pleet y Jovani. En Nigeria se desempeñó como presentadora de televisión en You Got Issues y Style 101 en la cadena Spice TV.
En 2020 protagonizó la nueva versión del clásico de Nollywood Nneka The Pretty Serpent, estrenada el 18 de diciembre.